# 約翰·柴爾德
約翰·柴爾德爵士（Sir John Child, 1st Baronet，？—1690年）本籍英國倫敦，商人，經濟學家。

## 生平
早年經商成功的他，1677年成為東印度公司主要股東，並於1679年－1680年間前往印度擔任孟買總督，後來則繼續服務於該公司，從事壟斷殖民印度事宜。柴爾德後來也獲得從男爵爵位。